# 今夜、私に
「今夜、私に」（こんや わたしに）は、日本のシンガーソングライターである井上陽水の楽曲。1988年9月7日に、自身の26枚目のシングルとしてフォーライフ・レコードからリリースされた。
表題曲の「今夜、私に」は、陽水自身が出演し『みなさんお元気ですか〜？』が流行語となった日産『セフィーロ』（初代・A31型）のCMソングとして使用され、撮影はアメリカのニューヨーク州立大学構内で行われた。
オリジナルアルバムおよびベスト・アルバム共に未収録であり、CD BOX『NO SELECTION 井上陽水全集』（1991年）及び『ReMASTER』（2001年）に収録されている。

## 収録曲
| 全作詞・作曲: 井上陽水。 |                    |           |            |          |      |
| #                        | タイトル           | 作詞      | 作曲・編曲 | 編曲     | 時間 |
| 1.                       | 「今夜、私に」     | 井上陽水  | 井上陽水   | 川島裕二 | 4:46 |
| 2.                       | 「恋は自分勝手に」 | 井上陽水  | 井上陽水   | 鈴木茂   | 4:33 |
| 合計時間:                | 合計時間:          | 合計時間: | 9:19       |          |      |

## メディアでの使用
| # | 曲名           | タイアップ                    | 出典              |
| - | -------------- | ----------------------------- | ----------------- |
| 1 | 「今夜、私に」 | 日産セフィーロ イメージソング | [ 1 ] [ 2 ] [ 3 ] |